# Diagonal TV
Diagonal Televisió, S.L.U. es una empresa de producción audiovisual española perteneciente al grupo Endemol Shine Iberia.
Fundada en Barcelona en 1997 se ha dedicado a producir principalmente series de televisión en español y en catalán. Es una de las principales productoras españolas contando en su haber con varias producciones de gran éxito.

## Producciones

### Televisión
- El súper (Telecinco, 1996-1999)
- Ambiciones (Antena 3, 1998)
- Temps de silenci (TV3, 2001-2002)
- Él y ella (varias cadenas autonómicas, 2003)
- De moda (TV3, ETB-2, Telemadrid y Canal 9, 2004)
- Ventdelplà (TV3, 2005-2010)
- Amar en tiempos revueltos (La 1, 2005-2012)
- La Señora (La 1, 2008-2010)
- 700 euros, diario secreto de una call girl (Antena 3, 2008)
- 90-60-90, diario secreto de una adolescente (Antena 3, 2009)
- 14 de abril. La República (La 1, 2011; 2018-2019)
- Bandolera (Antena 3, 2011-2013)
- Isabel (La 1, 2012-2014)
- Kubala, Moreno i Manchón (TV3, 2012-2014)
- Amar es para siempre (Antena 3, 2013-2024)
- Sin identidad (Antena 3, 2014-2015)
- Habitaciones cerradas (La 1, 2015)
- Carlos, Rey Emperador (La 1, 2015-2016)
- La catedral del mar (Antena 3, TV3 y Netflix, 2018)
- Cala Blanca (Antena 3, proyecto aplazado indefinidamente)
- Si no t'hagués conegut (TV3, 2018)
- Matadero (Antena 3, 2019)
- El nudo (Atresplayer Premium, 2019-2020 y Antena 3, 2021)
- Palacio Real. Brillo y tragedia de la monarquía española (Sin cadena, proyecto aplazado indefinidamente)
- Mercado Central (La 1, 2019-2021)
- #Luimelia (Atresplayer Premium, 2020-2021)
- #Luimelia77 (Atresplayer Premium, 2020)
- Los herederos de la tierra (Netflix, Antena 3 y TV3, 2022)
- La novia gitana, La Red Púrpura (Atresplayer Premium, 2022-actualidad)
- Los pacientes del doctor García (La 1 y Netflix, 2023)
- Sueños de libertad (Antena 3, 2024-presente)
- El gran salto (Atresplayer Premium, en preproducción)
- ¿A qué estás esperando? (Atresplayer Premium, en preproducción)
- Regreso a Las Sabinas (Disney+, estreno en otoño de 2024)

### Cine
- The Bookshop (2017)
- La corona partida (2016)
- Va a ser que nadie es perfecto (2006)